# Cabinet Stoiber I
État libre de Bavière
Streibl II Stoiber II
Le cabinet Stoiber I (en allemand : Kabinett Stoiber I) est le gouvernement du Land allemand de la Bavière entre le 17 juin 1993 et le 27 octobre 1994, durant la douzième législature du Landtag.

## Coalition et majorité
Dirigé par le nouveau ministre-président conservateur Edmund Stoiber, précédemment ministre de l'Intérieur, ce gouvernement est constitué et soutenu par la seule Union chrétienne-sociale en Bavière (CSU), qui dispose de 127 députés sur 204, soit 62,3 % des sièges au Landtag.
Il est formé à la suite de la démission du ministre-président Max Streibl, au pouvoir depuis octobre 1988, et succède au cabinet Streibl II, également constitué de la seule CSU. Mis en cause dans plusieurs scandales financiers, tels « l'affaire Amigo » ou la nouvelle chancellerie régionale, peu charismatique et contesté à l'intérieur de sa formation, le chef du gouvernement remet sa démission, au profit de son ministre de l'Intérieur Edmund Stoiber, issu du courant conservateur de la CSU.
Aux élections régionales du 25 septembre 1994, les chrétiens-sociaux, au pouvoir depuis 1962, reculent de deux points mais conservent une large majorité absolue, permettant la formation du cabinet Stoiber II.

## Composition

### Initiale (17 juin 1993)
- Les nouveaux ministres sont indiqués en gras, ceux ayant changé d'attributions en italique.

| Portefeuille                                                                                  | Titulaire | Titulaire            | Parti |
| --------------------------------------------------------------------------------------------- | --------- | -------------------- | ----- |
| Ministre-président                                                                            |           | Edmund Stoiber       | CSU   |
| Vice-ministre-président Ministre de l'Enseignement, de l'Éducation, de la Science et des Arts |           | Hans Zehetmair       | CSU   |
| Ministre de l'Intérieur                                                                       |           | Günther Beckstein    | CSU   |
| Ministre de la Justice                                                                        |           | Hermann Leeb         | CSU   |
| Ministre des Finances                                                                         |           | Georg von Waldenfels | CSU   |
| Ministre de l'Économie, des Transports et de la Technologie                                   |           | Otto Wiesheu         | CSU   |
| Ministre de l'Alimentation, de l'Agriculture et des Forêts                                    |           | Reinhold Bocklet     | CSU   |
| Ministre du Développement régional et des Questions environnementales                         |           | Peter Gauweiler      | CSU   |
| Ministre du Travail, de l'Ordre social, de la Famille, des Femmes et de la Santé              |           | Gebhard Glück        | CSU   |
| Ministre des Affaires fédérales et européennes                                                |           | Thomas Goppel        | CSU   |

### Remaniement du 25 février 1994
- Les nouveaux ministres sont indiqués en gras, ceux ayant changé d'attributions en italique.

| Portefeuille                                                                                  | Titulaire | Titulaire            | Parti |
| --------------------------------------------------------------------------------------------- | --------- | -------------------- | ----- |
| Ministre-président                                                                            |           | Edmund Stoiber       | CSU   |
| Vice-ministre-président Ministre de l'Enseignement, de l'Éducation, de la Science et des Arts |           | Hans Zehetmair       | CSU   |
| Ministre de l'Intérieur                                                                       |           | Günther Beckstein    | CSU   |
| Ministre de la Justice                                                                        |           | Hermann Leeb         | CSU   |
| Ministre des Finances                                                                         |           | Georg von Waldenfels | CSU   |
| Ministre de l'Économie, des Transports et de la Technologie                                   |           | Otto Wiesheu         | CSU   |
| Ministre de l'Alimentation, de l'Agriculture et des Forêts                                    |           | Reinhold Bocklet     | CSU   |
| Ministre du Développement régional et des Questions environnementales                         |           | Thomas Goppel        | CSU   |
| Ministre du Travail, de l'Ordre social, de la Famille, des Femmes et de la Santé              |           | Gebhard Glück        | CSU   |